# Olešná (district de Rakovník)
Pour les articles homonymes, voir Olešná.
Olešná (en allemand : Woleschna) est une commune du district de Rakovník, dans la région de Bohême-Centrale, en République tchèque. Sa population s'élevait à 581 habitants en 2020.

## Géographie
Olešná se trouve à 3,7 km au nord-ouest de Rakovník et à 52 km à l'ouest-nord-ouest de Prague.
La commune est limitée par Chrášťany à l'ouest et au nord, par Lišany à l'est, par Rakovník à l'est et au sud, par Senomaty au sud et par Kněževes au sud-ouest.

## Histoire
La première mention écrite de la localité date de 1352.

## Patrimoine

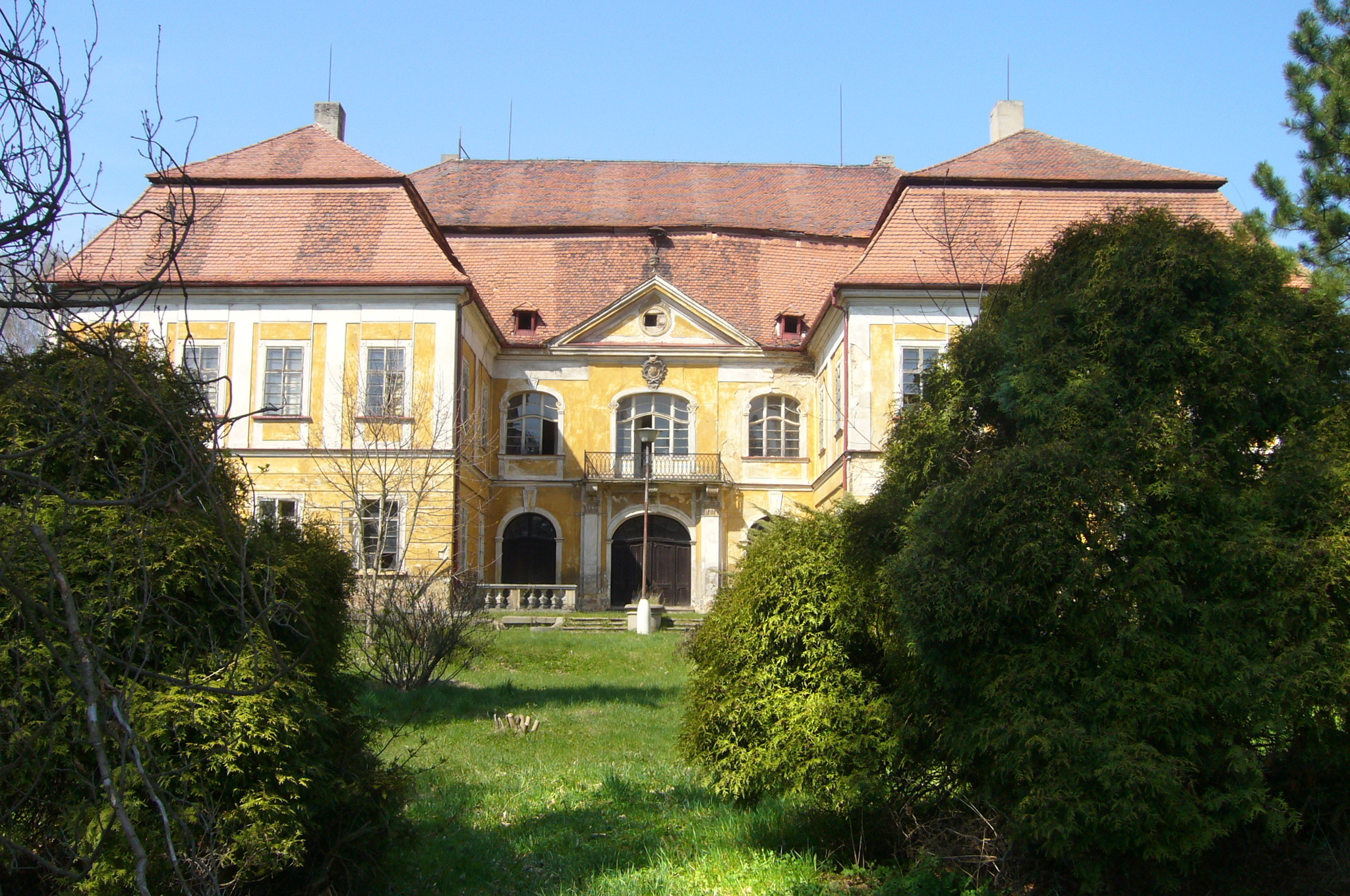
Le château.
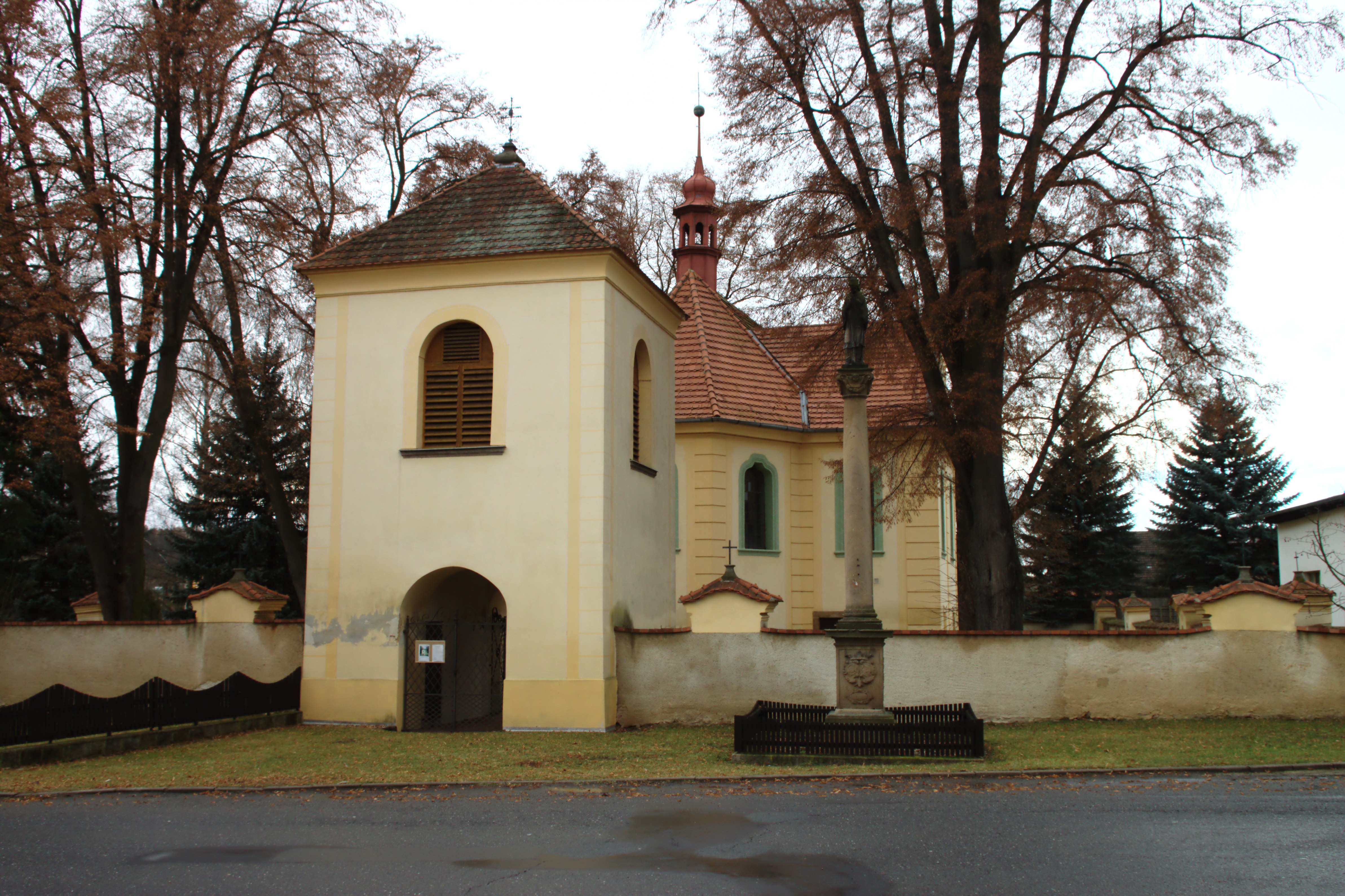
Chapelle et beffroi.

## Transports
Par la route, Olešná se trouve à 5 km de Rakovník et à 62 km du centre de Prague.